# Orogenia alpina

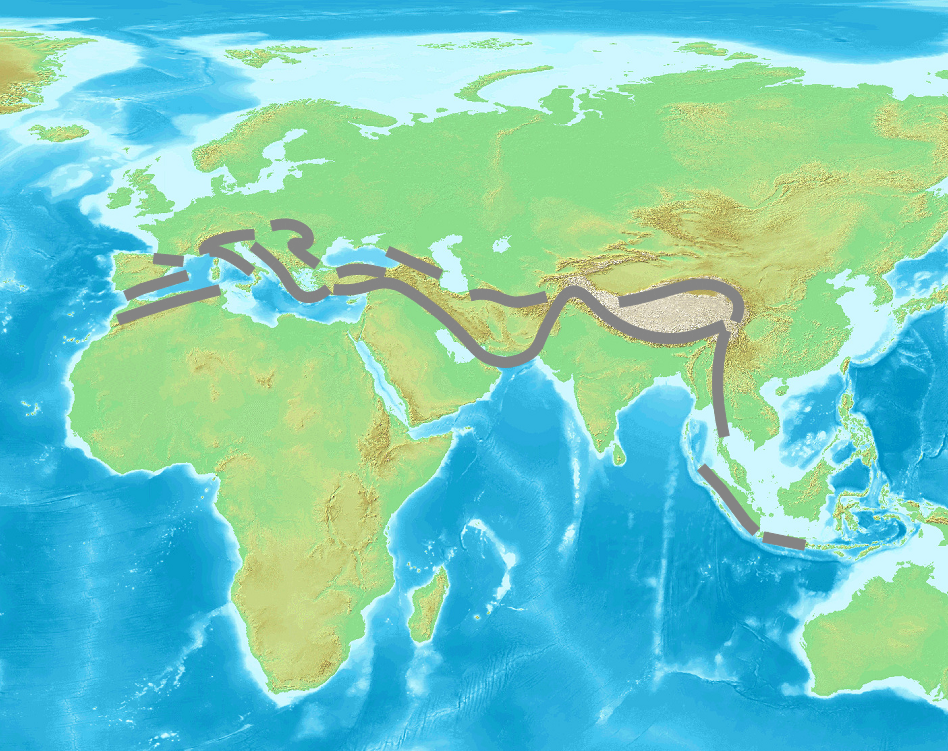
Extensão da Orogenia Alpina

A Orogenia Alpina é uma etapa de formação de montanhas (orogenia) que durante o Cenozoico formou as principais cadeias montanhosas do sul da Eurásia, começando no Atlântico, passando pelo Mediterrâneo e Himalaia e terminando nas ilhas de Java e Samatra. Formaram-se de oeste para leste: Atlas, Pirenéus, Alpes, Alpes Dináricos, Montes Pindo, Bálcãs, Montes Tauro, Cáucaso, Cordilheira Elbruz, Cordilheira de Zagros, Indocuche, Pamir, Karakorum e Himalaia. Na actualidade, o processo ainda continua em algumas das cadeias montanhosas.
A Orogenia Alpina produziu-se quando África, Índia e a pequena placa de Cimmeria chocaram contra a Eurásia. O subcontinente indiano começou a chocar com a Ásia há cerca de 55 milhões de anos, começando com a formação do Himalaia há entre 52 e 48 milhões de anos e terminando finalmente no extremo leste da via marítima de Tetis. Ao mesmo tempo, a placa africana começou a mudar de direcção, de oeste para noroeste no sentido da Europa. Os movimentos convergentes entre as placas tectónicas começaram já no Cretácico Inferior, mas as grandes etapas de formação de montanhas iniciaram-se entre o Paleoceno e o Eoceno. A maioria da orogenia produziu-se durante o Oligoceno e o Mioceno. As etapas centrais, que englobam a formação dos Alpes e dos Cárpatos na Europa e do Atlas no norte de África produziram-se entre há 37 e 24 milhões de anos. Esta colisão continua hoje a verificar-se.